# Калинина (Апшеронский район)
Кали́нина (также Калинин) — хутор в Апшеронском районе Краснодарского края России. Входит в состав Кубанского сельского поселения.

## География
Находится примерно в 500 метрах от северной окраины Апшеронска.
Улицы
- пер. Совхозный,
- пер. Школьный,
- ул. Железнодорожная,
- ул. Ленина,
- ул. Октябрьская,
- ул. Пролетарская,
- ул. Советская.

Центральная улица хутора — ул. Ленина — является автодороги регионального значения 03К-020.

## Население
| 2002 | 2010  |
| ---- | ----- |
| 1041 | ↗1122 |

## Инфраструктура
Путевое хозяйство.

## Транспорт
Автомобильный и железнодорожный транспорт.